# Moses Kotane
Moïse Mauane Kotane, né le 9 août 1905 à Tamposstad, près de Pella, dans le Transvaal, et mort le 19 mai 1978, est un homme politique et militant sud-africain. Il est notamment secrétaire général du Parti communiste sud-africain de 1939, jusqu'à sa mort en 1978. 

## Biographie

### Jeunesse
Kotane naît à Tamposstad, près de Pella, dans le Transvaal (l'actuelle province du Nord-Ouest), dans une famille chrétienne d'origine batswana. Il reçoit une courte éducation avant d'entrer sur le marché du travail. En 1922, à l'âge de 17 ans, Kotane commence à travailler à Krugersdorp, où il occupe plusieurs emplois, notamment celui d'assistant chez un photographe, de domestique, de mineur et de commis de boulangerie,. 

### Syndicalisme et engagement politique
En 1928, Kotane rejoint le Congrès national africain mais le quitte, le considérant faible et inefficace. Plus tard cette année-là, il rejoint l'Union africaine des boulangers, une filiale de la nouvelle Fédération des syndicats non européens alors en cours de construction par le parti communiste sud-africain. Kotane rejoint le parti un an plus tard en 1929, devenant rapidement membre de son bureau politique. En 1931, il devient fonctionnaire à plein temps rattaché au parti, s'occupant des aspects administratifs. Au sein du Parti communiste, Kotane travaille à la rédaction de Umsebenzi, le journal du parti. En tant que jeune membre prometteur du parti, il est envoyé à Moscou pour étudier le marxisme-léninisme à l'École internationale de Lénine. À Moscou, Kotane suit les cours d'Endre Sík, récipiendaire en 1967 du prix Lénine pour la paix, ainsi que d'autres théoriciens marxistes. Il écrit : 

« C'est à l'école Lénine que j'ai appris comment penser politiquement. Ils m'ont appris les méthodes d'argumentation logique, l'analyse politique. Depuis cette moment, je ne me suis jamais retrouvé perdu quand il s'agissait de résumer une situation. Je savais ce qu'il fallait chercher et ce qui devait être fait du point de vue de la classe ouvrière. »

De retour en Afrique du Sud en 1933, Kotane progresse dans la hiérarchie du Parti, jusqu'à en devenir le secrétaire général, en 1939. En tant que représentant du Parti communiste sud-africain, il assiste à la Conférence afro-asiatique de 1955 à Bandung, en Indonésie. 
Moses Kotane devient également un membre dirigeant du Congrès national africain, qu'il rejoint à nouveau en 1963. Il est trésorier général de 1963 à 1973, année où il est remplacé par Thomas Nkobi. 

### Héritage politique
Moses Kotane est un membre très respecté de la lutte pour la souveraineté populaire en Afrique du Sud, même par des dirigeants non communistes. Walter Sisulu le qualifie ainsi de « géant de la lutte », en raison de son approche logique et non dogmatique. 
De 1956 à 1961, Moses Kotane est accusé dans le « procès de la trahison », aux côtés de ses confrères militants anti-apartheid Nelson Mandela, Joe Modise, Albert Luthuli, Joe Slovo, Walter Sisulu. 151 autres militants politiques sont également accusés. Malgré des années de poursuites, aucun des accusés, y compris Kotane, n'est finalement condamné. 

### Décès
Kotane subit un accident vasculaire cérébral en 1968. À la suite de cet accident, il va se faire soigner en Union soviétique, où il est chaleureusement accueilli du fait de son engagement communiste. Il décède à Moscou le 19 mai 1978. Le 1er mars 2015, la dépouille de Moses Kotane est renvoyée en Afrique du Sud, en même temps que celle de J.B. Marks, autre militant communiste sud-africain. Il est inhumé à nouveau le 14 mars à Pella, dans la province du Nord-Ouest. Sa seconde femme, Rebecca, meurt à Soweto en janvier 2021 à l'âge de 108 ans.

## Honneurs
Kotane reçoit la médaille Isitwalandwe par le Congrès national africain en 1975. Une commune de la province du Nord-Ouest porte également son nom.
À l'occasion de son enterrement, le 26 mai 1978, un discours d'hommage est prononcé au cimetière de Novodievitchi à Moscou.